# Liste de jeux vidéo d'échecs
Cette liste de jeux vidéo d'échecs recense des jeux vidéo basés sur les échecs.
- Haut – A
- B
- C
- D
- E
- F
- G
- H
- I
- J
- K
- L
- M
- N
- O
- P
- Q
- R
- S
- T
- U
- V
- W
- X
- Y
- Z

## 0-9
Pas d'entrée.

## A
- Aladdin Chess Adventures
- Arena

## B
- Battle Chess
- Battle Chess II: Chinese Chess
- Battle Chess 4000
- Battle vs. Chess
- Best of Board Games: Chess

## C
- Chess (USCF Chess, 1982)
- Chess (2001)
- Chess II
- Chess 2: The Sequel
- Chess Académie
- Chess Challenger
- Chess Crusade
- Chess Titans
- Chessmaster (1990)
- Chessmaster (1999)
- Chessmaster (2002)
- Chessmaster II
- Chessmaster 3-D, The
- Chessmaster 2000, The
- Chessmaster 3000, The
- Chessmaster 4000 Turbo, The
- Chessmaster 5000
- Chessmaster 5500
- Chessmaster 6000
- Chessmaster 7000
- Chessmaster 8000
- Chessmaster 9000
- Chessmaster : 10ème Édition
- Chessmaster : Édition Grand Maître
- Chessmaster Live
- Crafty

## D
- Dexter's Laboratory: Chess Challenge

## E
- eBoard

## F
- Fidelity Ultimate Chess Challenge
- Fritz

## G
Pas d'entrée.

## H
- HIARCS

## I
Pas d'entrée.

## J
- Junior

## K
- Kasparov Chessmate
- Kasparov's Gambit

## L
- Lego Chess

## M
- Majestic Chess
- Master Chess
- Megachess
- Microchess

## N
- Naum
- New Chessmaster, The

## O
- Online Chess Kingdoms

## P
- Power Chess 98
- Pro Chess World Champion V.6[1]

## Q
Pas d'entrée.

## R
- Rybka

## S
- Sargon II
- Sargon III
- Shredder
- SilverStar Chess
- Star Wars Chess
- Stockfish

## T
- Terminator 2: Judgment Day - Chess Wars

## U
- USCF Chess

## V
- Video Chess
- Virtua Chess
- Virtual Chess 64
- Virtual Kasparov

## W
- War Chess
- Wii Échecs

## X
Pas d'entrée.

## Y
Pas d'entrée.

## Z
Pas d'entrée.